# María Cristina Ardila-Robayo
María Cristina Ardila-Robayo (15 de febrero de 1947–24 de noviembre de 2017) fue una  herpetóloga colombiana.
Fue profesora de la Universidad Nacional de Colombia, sede Bogotá, y trabajó estrechamente desarrollando actividades académicas y científicas en el Museo de Historia Natural de la Universidad. Para 2010, tenía acreditadas la identificación y nombramiento habiendo descrito 28 nuevas especies de anfibios de Colombia; y para fines de 2018, el sitio de especies de anfibios del mundo lista 31 especies válidas descritas por ella. También trabajó con caimanes y cocodrilos; y, lideró proyectos de restauración de la biodiversidad.

## Obra

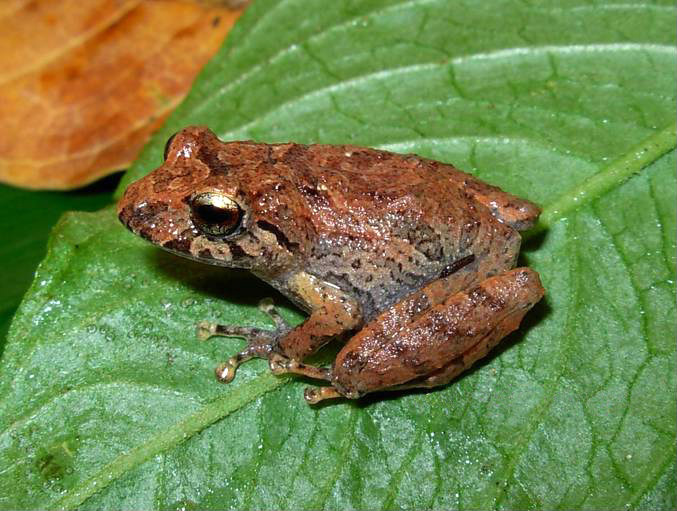
Pristimantis paisa, una de las especies de ranas descritas × Ardila-Robayo

### Algunas publicaciones
- María Cristina Ardila-Robayo; José Vicente Rueda; Mariela Osorno-Muñoz, Ruth Adriana Maldonado-Silva. 2004. Atelopus subornatus; The IUCN Red List of Threatened Species 2004: e.T54557A11167235. doi 10.2305/IUCN.UK.2004.RLTS.T54557A11167235.en.

- Martha Patricia Ramírez Pinilla, Mariela Osorno-Muñoz, José Vicente Rueda, Adolfo Amézquita, María Cristina Ardila-Robayo. 2004. Pristimantis medemi'. Ed. IUCN

### Algunos taxones descritos
- Atelopus angelito
- Atelopus guitarraensis
- Atelopus laetissimus
- Atelopus lozanoi
- Atelopus mandingues
- Atelopus minutulus
- Atelopus monohernandezii
- Atelopus nahumae
- Atelopus petriruizi
- Centrolene paezorum
- Colostethus picacho
- Colostethus saltuarius
- Gastrotheca antomia
- Hyloscirtus caucanus
- Hyloscirtus lynchi
- Niceforonia adenobrachia
- Pristimantis aemulatus
- Pristimantis aurantiguttatus
- Pristimantis labiosus
- Pristimantis orpacobates
- Pristimantis paisa
- Pristimantis permixtus
- Pristimantis piceus
- Pristimantis polemistes
- Pristimantis polychrus
- Pristimantis ruedai
- Pristimantis scopaeus
- Pristimantis signifer
- Pristimantis simoteriscus
- Pristimantis viridis
- Pristimantis zophus

## Honores

### Eponimia
Los siguientes anfibios:
- Pristimantis cristinae - rana ladrona
- Rhinella cristinae - sapo picudo
- Nymphargus cristinae - rana cristal
- Atelopus ardila - sapo arlequín